# Aio
Aio lub Haio (ur. ? – zm. po 811) był prawdopodobnie księciem Friuli między śmiercią Eryka (799) a wyznaczeniem Cadolaha (817). Możliwe, że poprzedzał go inny książę Hunfrid, który zmarł około 808. Chociaż nie znajduje się jako książę w jakichkolwiek współczesnych lub późniejszych źródłach, to z siły jaką miał w regionie domyślamy się, że korzystał z władzy książęcej w okresie, gdy nie jest znany inny książę.
Aio najpierw otrzymał ziemię w księstwie Friuli od Karola Wielkiego 2 lutego 799. Później Karol Wielki potwierdził podział tej własności między synów Aio 7 lutego 809. Najstarszy syn, Alboin lub Albuin, otrzymał Friuli i Vicenzę. Drugi syn, Ingobert, otrzymał ziemię w Vicenzy. Najmłodszy syn, Agisclaf, otrzymał Weronę. Dzierżawy Aio były rozległe, a jego nadania synom musiały być potwierdzone osobiście przez cesarza.
Według Einharda oraz Annales Fuldenses, Karol Wielki wysłał Haido biskupa Bazylei, Hugona hrabiego Tours i Aio jako missi dominici, by spotkali wysłanników Konstantynopola i zatwierdzili Pax Nicephori w 811.